# Eleven All Stars
El Eleven All Stars es un torneo de fútbol creado por AmineMaTue. 
La primera edición tiene lugar en el estadio Jean-Bouin en Francia, y se transmite en la plataforma Twitch. Un mes después del GP Explorer, organizado por Squeezie y que había establecido un nuevo récord de espectadores en Twitch, el partido volvió a batir este récord francés, alcanzando más de 1.100.000 espectadores.

## Histórico

### Edición 2022
Organizado por la productora de eventos ACE con los medios técnicos de AMP VISUAL TV, el programa es producido en sociedad con el grupo Webedia. La edición de 2022 entre streamers franceses y españoles la comenta Alexandre Ruiz. Por parte española lo comentan D. Ángel Román, Xokas y Axel Martínez.
El partido se agotó, frente a 20.000 personas. La selección de Francia reúne a 21 jugadores. El equipo francés está dirigido por Kameto y Saïd del Pieds Carrés. La selección española, compuesta por 19 jugadores. está dirigida por Ibai Llanos y Jordi
Antes del inicio del partido, Niska, SDM, Koba LaD y Gazo ofrecieron un concierto.

#### Resultados
| Fecha                   | Equipo 1 | Resultado | Equipo 2 | Penales |
| ----------------------- | -------- | --------- | -------- | ------- |
| 19 de noviembre de 2022 | Francia  | 2 - 0     | España   | -       |

#### Lista de jugadores
| Francia       | Francia | España,      | España, |
| jugadores     | Números | jugadores    | Números |
| ------------- | ------- | ------------ | ------- |
| Michou        | 7       | DjMaRiiO     | 7       |
| Inoxtag       | 2       | Willyrex     | 12      |
| Amine         | 9       | Viruzz       | 19      |
| Domingo       | 12      | Cach001      | 1       |
| Djilsi        | 1       | Papigavi     | 5       |
| PFut          | 27      | A. Silvestre | 35      |
| Carlito       | 8       | MiiKeLMsT    | 23      |
| Tonton        | 6       | Anderr       | 21      |
| Alonz         | 11      | Delanter009  | 0-9     |
| Boume Sama    | 21      | Mostopapi    | 0       |
| Billy         | 10      | Folagor      | 6       |
| Bruce Grannec | 28      | Kokodc       | 10      |
| LeBouseuh     | 94      | Alexby11     | 11      |
| Brawks        | 42      | Perxitaa     | 13      |
| Yannou        | 22      | Pumuscor     | 14      |
| Bibi          | 4       | Karchezz     | 21      |
| Yassencore    | 14      | Spursito     | 9       |
| Sacha Borg    | 23      | Rubio        | 777     |
| Rivenzi       | 29      | Telmo        | 3       |
| Arsene        | 5       |              |         |
| Zack Nani     | 99      |              |         |

## Controversias
El evento es criticado por algunos que lo califican de misógino porque la selección francesa y la selección española están compuestas al 100% por hombres. Sin embargo, estas controversias fueron desmentidas por la organizadora de este evento, Amine. Esta controversia fue discutida en Twitter por varias personas, incluidos streamers como Ponce, quienes criticaron no el evento sino a uno de los participantes del mismo. Amine trató de dar una explicación para esto. : « Si invito a una chica, quiero ponerla en el mejor estado de ánimo posible. No quiero meter a una chica en problemas, en un campo grande donde habrá no sé cuántos tipos afilados ».

## Máximos goleadores

### Máximos goleadores por edición
| Edición | jugadores                | Metas |
| ------- | ------------------------ | ----- |
| 2022    | Sacha Borg Bruce Grannec | 1     |